# Lúcio Flávio
Lúcio Flávio do Rosário (* 30. Januar 1964 in Manicoré) ist ein brasilianischer Kommunalpolitiker.

## Werdegang
Flávio ist Mitglied des Partido Social Democrático (2011) (PSD). Bei den Kommunalwahlen 2012 wurde er zum Präfekten der Stadt Manicoré gewählt. Seine Amtszeit dauerte vom 1. Januar 2013 bis 31. Dezember 2016.